# Rhynchobelba machadoi
Rhynchobelba machadoi är en kvalsterart som beskrevs av Pérez-Íñigo 1976. Rhynchobelba machadoi ingår i släktet Rhynchobelba och familjen Suctobelbidae. Inga underarter finns listade i Catalogue of Life.